# Kudial (folyó)
A Kudial folyó (azeriül: Qudyalçay) hegyi folyó Azerbajdzsán északkeleti részén.

## Leírása
Az Azerbajdzsánon belül, a Nagy-Kaukázus északkeleti lejtőjén eredő és a Kaszpi-tengerbe ömlő folyó hossza 108 km, teljes vízgyűjtő területe 799 km². Forrása a Tufandag északi lejtőjén 3000 m magasságban található. A folyó a hegyvidéki részeken meredek lejtők és sziklás lerakódások között folyik. A lehulló csapadék nem hatol be a talajba, felszíni lefolyást képez, ami eróziós folyamatok kialakulásához vezetett.
Éves szinten a folyó vizének 30-40%-át olvadékvizek, 20-30%-át az esővizek teszik ki. A nedvességtartalékok fő felhalmozódása a nagy tengerszint feletti magasságban lehulló téli csapadék miatt következik be, amely a folyó egyik fő vízforrása. A hegyekben a hó olvadása miatt a március végétől vagy április elejétől kezdődő árvizek augusztus második felében érnek véget. Ez az időszak az éves lefolyási mennyiség mintegy 60-70%-át teszi ki.
A hegyek lábánál a folyó eléri a Kusar-síkságot, majd az alföldi részeken keresztül a Kaszpi-tengerbe ömlik.

- A Kudial folyó látképe
- Régi kőhíd a Kudial folyón egy azeri bélyegen
- A Kudial folyó kanyonjának egy részlete